# Karnaukhovo (Zaborínskoie)
Karnaukhovo (en rus: Карнаухово) és un poble del krai de Perm, a Rússia, que pertany al districte rural de Zaborínskoie. El 2010 tenia 165 habitants.